# 大洛茨
大洛茨，是匈牙利诺格拉德州所辖的一个村。总面积39.12平方公里，总人口1596，人口密度40.8人/平方公里（2011年1月1日）。